# 74181

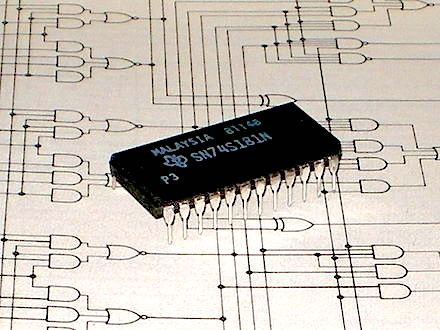
데이터시트 한 페이지 위에 놓인 74S181 4비트 ALU 비트슬라이스

74181은 7400 시리즈 TTL집적 회로로 구현된 4비트 슬라이스산술 논리 장치(ALU)이다. 텍사스 인스트루먼트가 1970년 2월에 선보인 이 칩은 단일 칩에 구현된 최초의 완전한 ALU였다. 이 칩은 역사적으로 중요한 많은 미니컴퓨터 및 기타 장치의 CPU에서 산술/논리 코어로 사용되었다.
74181은 개별 논리 회로를 사용하여 구성된 1960년대 CPU와 1970년대 단일 칩 마이크로프로세서 사이의 진화 단계를 나타낸다. 현재는 상업용 제품에 더 이상 사용되지 않지만, 74181은 나중에 실습형 컴퓨터 구조 과정에서 사용되었으며 여전히 교과서 및 기술 문서에서 참조된다.

## 사양

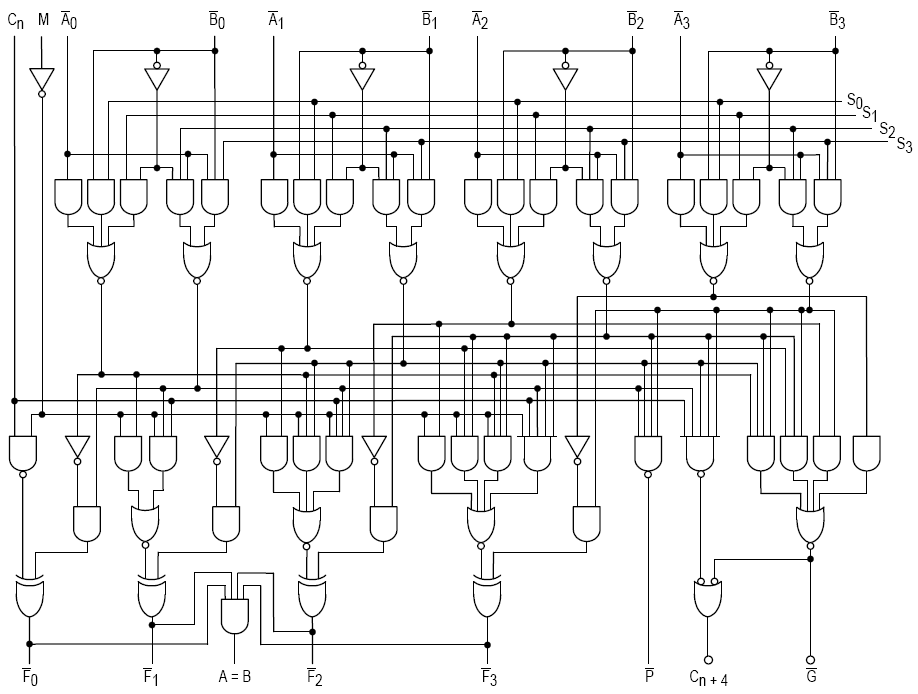
74181 집적 회로의 조합 논리 회로도

74181은 7400 시리즈 중규모 집적(MSI) TTL집적 회로로, 75개의 논리 게이트에 해당하는 회로를 포함하며
대부분 24핀 DIP로 패키징된다. 4비트 너비의 ALU는 캐리 유무에 관계없이 모든 전통적인 더하기/빼기/감소 연산과 AND/NAND, OR/NOR, XOR, 그리고 시프트를 수행할 수 있다. 이러한 기본 기능의 많은 변형이 가능하여, 두 개의 4비트 워드에 대해 총 16개의 산술 및 16개의 논리 연산을 제공한다. 곱셈 및 나눗셈 함수는 제공되지 않지만 시프트 및 더하기 또는 빼기 함수를 사용하여 여러 단계로 수행할 수 있다.
시프트는 명시적인 기능이 아니지만, 여러 사용 가능한 기능에서 파생될 수 있다. 예를 들어, 캐리(M=0)와 함께 "A 더하기 A" 기능을 선택하면 A 입력의 산술 왼쪽 시프트가 제공된다. 오른쪽 시프트는 지원되지 않는다.
74181은 두 개의 4비트 피연산자에 대해 22나노초(45MHz) 내에 캐리를 포함하는 4비트 결과를 생성한다. 74S181은 11나노초(90MHz) 내에 동일한 연산을 수행하며, 74F181은 7나노초(143MHz)(일반적) 내에 연산을 수행한다.
여러 슬라이스를 결합하여 임의의 큰 워드 크기를 만들 수 있다. 예를 들어, 16개의 74S181과 5개의 74S182 자리올림수 예측 가산기를 결합하여 28나노초(36MHz) 내에 64비트 피연산자에 대해 동일한 연산을 수행할 수 있다. 오늘날의 멀티 기가헤르츠 64비트 마이크로프로세서의 성능에 가려져 있지만, 초기 8비트 마이크로프로세서의 메가헤르츠 클럭 속도와 비교하면 매우 인상적이었다.

### 구현된 기능
74181은 두 변수를 가진 16가지 가능한 논리 함수를 모두 구현한다. 산술 함수에는 캐리가 있거나 없는 덧셈과 뺄셈이 포함된다. 높은 논리 레벨이 1에 해당하고 낮은 논리 레벨이 1에 해당하는 액티브-하이 데이터와 액티브-로우 데이터 모두에 사용할 수 있다.

#### 입력 및 출력
함수를 선택하기 위한 4개의 선택 입력(S0 ~ S3)이 있다. M은 논리 및 산술 연산 간을 선택하는 데 사용되며, Cn은 캐리 입력이다.
A와 B는 처리할 데이터(4비트)이다. F는 숫자 출력이다. 또한 74182 칩을 통해 구현할 수 있는 자리올림수 예측 가산기용 P 및 G 신호가 있다.

#### 출력 F의 기능표
아래 표에서 AND는 곱으로, OR는 {\displaystyle +} 기호로, XOR는 {\displaystyle \oplus }로, 논리적 NOT은 오버바로, 산술적 덧셈과 뺄셈은 각각 plus와 minus로 표기된다.
| 선택 | 선택 | 선택 | 선택 | 액티브-로우 데이터                      | 액티브-로우 데이터                                                | 액티브-로우 데이터                                                                 | 액티브-하이 데이터                      | 액티브-하이 데이터                                                | 액티브-하이 데이터                                                                 |
|      |      |      |      | 논리 M = H                              | 산술 M = L                                                        | 산술 M = L                                                                         | 논리 M = H                              | 산술 M = L                                                        | 산술 M = L                                                                         |
| S3   | S2   | S1   | S0   |                                         | Cn = L (캐리 없음)                                                | Cn = H (캐리 있음)                                                                 |                                         | Cn = H (캐리 없음)                                                | Cn = L (캐리 있음)                                                                 |
| L    | L    | L    | L    | {\displaystyle {\overline {A}}}         | {\displaystyle A} minus {\displaystyle 1}                         | {\displaystyle {A}}                                                                | {\displaystyle {\overline {A}}}         | {\displaystyle A}                                                 | {\displaystyle A} plus 1                                                           |
| L    | L    | L    | H    | {\displaystyle {\overline {AB}}}        | {\displaystyle AB} minus {\displaystyle 1}                        | {\displaystyle {AB}}                                                               | {\displaystyle {\overline {A+B}}}       | {\displaystyle A+B}                                               | {\displaystyle {(A+B)}} plus {\displaystyle 1}                                     |
| L    | L    | H    | L    | {\displaystyle {\overline {A}}+B}       | {\displaystyle A{\overline {B}}} minus {\displaystyle 1}          | {\displaystyle A{\overline {B}}}                                                   | {\displaystyle {\overline {A}}B}        | {\displaystyle A+{\overline {B}}}                                 | {\displaystyle (A+{\overline {B}})} plus 1                                         |
| L    | L    | H    | H    | Logical 1                               | {\displaystyle -1} (2의 보수)                                     | {\displaystyle 0} (영)                                                             | Logical 0                               | {\displaystyle -1} (2의 보수)                                     | {\displaystyle 0} (영)                                                             |
| L    | H    | L    | L    | {\displaystyle {\overline {A+B}}}       | {\displaystyle A} plus {\displaystyle (A+{\overline {B}})}        | {\displaystyle A} plus {\displaystyle (A+{\overline {B}})} plus {\displaystyle 1}  | {\displaystyle {\overline {AB}}}        | {\displaystyle A} plus {\displaystyle A{\overline {B}}}           | {\displaystyle A} plus {\displaystyle (A{\overline {B}})} plus {\displaystyle 1}   |
| L    | H    | L    | H    | {\displaystyle {\overline {B}}}         | {\displaystyle AB} plus {\displaystyle (A+{\overline {B}})}       | {\displaystyle AB} plus {\displaystyle (A+{\overline {B}})} plus {\displaystyle 1} | {\displaystyle {\overline {B}}}         | {\displaystyle (A+B)} plus {\displaystyle A{\overline {B}}}       | {\displaystyle (A+B)} plus {\displaystyle A{\overline {B}}} plus {\displaystyle 1} |
| L    | H    | H    | L    | {\displaystyle {\overline {A\oplus B}}} | {\displaystyle A} minus {\displaystyle B} minus {\displaystyle 1} | {\displaystyle A} minus {\displaystyle B}                                          | {\displaystyle A\oplus B}               | {\displaystyle A} minus {\displaystyle B} minus {\displaystyle 1} | {\displaystyle A} minus {\displaystyle B}                                          |
| L    | H    | H    | H    | {\displaystyle A+{\overline {B}}}       | {\displaystyle A+{\overline {B}}}                                 | {\displaystyle A+{\overline {B}}} plus {\displaystyle 1}                           | {\displaystyle A{\overline {B}}}        | {\displaystyle A{\overline {B}}} minus 1                          | {\displaystyle A{\overline {B}}}                                                   |
| H    | L    | L    | L    | {\displaystyle {\overline {A}}B}        | {\displaystyle A} plus {\displaystyle (A+B)}                      | {\displaystyle A} plus {\displaystyle (A+B)} plus {\displaystyle 1}                | {\displaystyle {\overline {A}}+B}       | {\displaystyle A} plus {\displaystyle AB}                         | {\displaystyle A} plus {\displaystyle AB} plus {\displaystyle 1}                   |
| H    | L    | L    | H    | {\displaystyle A\oplus B}               | {\displaystyle A} plus {\displaystyle B}                          | {\displaystyle A} plus {\displaystyle B} plus {\displaystyle 1}                    | {\displaystyle {\overline {A\oplus B}}} | {\displaystyle A} plus {\displaystyle B}                          | {\displaystyle A} plus {\displaystyle B} plus {\displaystyle 1}                    |
| H    | L    | H    | L    | {\displaystyle B}                       | {\displaystyle A{\overline {B}}} plus {\displaystyle (A+B)}       | {\displaystyle A{\overline {B}}} plus {\displaystyle (A+B)} plus {\displaystyle 1} | {\displaystyle B}                       | {\displaystyle (A+{\overline {B}})} plus {\displaystyle AB}       | {\displaystyle (A+{\overline {B}})} plus {\displaystyle AB} plus {\displaystyle 1} |
| H    | L    | H    | H    | {\displaystyle A+B}                     | {\displaystyle A+B}                                               | {\displaystyle (A+B)} plus {\displaystyle 1}                                       | {\displaystyle AB}                      | {\displaystyle AB} minus 1                                        | {\displaystyle AB}                                                                 |
| H    | H    | L    | L    | Logical 0                               | {\displaystyle A} plus {\displaystyle A}                          | {\displaystyle A} plus {\displaystyle A} plus {\displaystyle 1}                    | Logical 1                               | {\displaystyle A} plus {\displaystyle A}                          | {\displaystyle A} plus {\displaystyle A} plus {\displaystyle 1}                    |
| H    | H    | L    | H    | {\displaystyle A{\overline {B}}}        | {\displaystyle AB} plus {\displaystyle A}                         | {\displaystyle AB} plus {\displaystyle A} plus {\displaystyle 1}                   | {\displaystyle A+{\overline {B}}}       | {\displaystyle (A+B)} plus {\displaystyle A}                      | {\displaystyle (A+B)} plus {\displaystyle A} plus {\displaystyle 1}                |
| H    | H    | H    | L    | {\displaystyle AB}                      | {\displaystyle A{\overline {B}}} plus {\displaystyle A}           | {\displaystyle A{\overline {B}}} plus {\displaystyle A} plus {\displaystyle 1}     | {\displaystyle A+B}                     | {\displaystyle (A+{\overline {B}})} plus {\displaystyle A}        | {\displaystyle (A+{\overline {B}})} plus {\displaystyle A} plus {\displaystyle 1}  |
| H    | H    | H    | H    | {\displaystyle A}                       | {\displaystyle A}                                                 | {\displaystyle A} plus {\displaystyle 1}                                           | {\displaystyle A}                       | {\displaystyle A} minus {\displaystyle 1}                         | {\displaystyle A}                                                                  |

## 중요성
74181은 1970년대부터 1980년대 초반까지 고속 연산이 필요한 컴퓨터 및 기타 장치의 개발 및 제조를 크게 단순화했으며, 여전히 "고전적인" ALU 설계로 언급된다.
74181이 도입되기 전에는 컴퓨터 CPU가 여러 회로 기판을 차지했고, 매우 단순한 컴퓨터조차 여러 캐비닛을 채울 수 있었다. 74181은 전체 CPU와 경우에 따라 전체 컴퓨터를 단일 대형 인쇄 회로 기판에 구축할 수 있게 했다. 74181은 여러 회로 기판에 분산된 개별 논리 함수를 기반으로 한 구형 CPU와 모든 CPU 기능을 단일 칩에 통합한 최신 마이크로프로세서 사이의 역사적으로 중요한 단계를 차지한다. 74181은 1970년대부터 다양한 미니컴퓨터 및 기타 장치에 사용되었지만, 마이크로프로세서가 더욱 강력해지면서 개별 부품으로 CPU를 구축하는 관행은 인기가 떨어졌고 74181은 더 이상 새로운 설계에 사용되지 않았다.

## 교육
1994년까지 74181을 기반으로 한 CPU 설계는 마이크로프로세서의 비교적 낮은 가격과 높은 성능으로 인해 상업적으로 실현 불가능했지만, 실습 설계 및 실험의 기회를 제공했기 때문에 컴퓨터 구성 및 CPU 설계를 가르치는 데 여전히 유용했다.
- Digital Electronics with VHDL (Quartus II Version) review in Journal of Modern Engineering, Volume 7, Number 2, Spring 2007.
- A Minimal TTL Processor for Architecture Exploration 74181이 CPU 아키텍처를 가르치는 데 어떻게 사용될 수 있는지 설명하는 논문.
- A Hardware Lab for the Computer Organization Course at Small Colleges 2003년 실험실 수업에서 74LS181을 사용했다.
- 74181 + 74182 demonstration 자바 기반 시뮬레이터
- APOLLO181  보관됨 2023-06-04 - 웨이백 머신 (by Gianluca.G, Italy 2012): Bugbook I 및 II 칩, 특히 74181을 기반으로 TTL 논리 및 바이폴라 메모리로 만든 수제 교육용 프로세서.
- Build Your Computer using LOGIC & MEMORY, before the advent of microprocessor 74181 ALU의 역사와 교육적 사용을 보여주는 비디오.
- A playable demo of the 74181 물리 시뮬레이터에서 에뮬레이션된 74181의 재생 가능한 데모
- 74181+74182 PDIP 및 CERDIP 패키지는 여전히 제조되어 브레드보딩에 사용할 수 있다.[7]

## 컴퓨터
많은 컴퓨터 CPU와 서브시스템이 74181을 기반으로 했으며, 여기에는 역사적으로 중요한 여러 모델이 포함된다.
- NOVA—데이터 제너럴이 제조한 최초의 널리 사용 가능한 16비트미니컴퓨터. NOVA 1200은 1970년에 74181을 사용한 최초의 상업용 미니컴퓨터였다.[8]
- PDP-11의 여러 모델[9]—디지털 이큅먼트 코퍼레이션이 제조한 역사상 가장 인기 있는 미니컴퓨터[10]
- 제록스 알토—데스크톱 메타포와 그래픽 사용자 인터페이스(GUI)를 사용한 최초의 컴퓨터.[11][12]
- VAX-11/780—VAX 중 최초이자 1980년대 가장 인기 있는 32비트 컴퓨터[10]로, 디지털 이큅먼트 코퍼레이션이 제조했다.[13]
- 쓰리 리버스 PERQ—제록스 알토의 영향을 받아 1979년에 처음 출시된 상업용 컴퓨터 워크스테이션.[14]
- 컴퓨터 오토메이션 Naked Mini LSI-2—LSI는 마케팅 수단으로 잘못 사용되었다. LSI 프로세서가 아니라 4개의 74181을 사용했다.[15]
- KMC11—디지털 이큅먼트 코퍼레이션PDP-11용 주변 프로세서.[16]
- FPP-12—디지털 이큅먼트 코퍼레이션 PDP-12용 부동 소수점 장치.[17]
- Wang 2200 CPU (CPU당 74181 1개)[18] 및 디스크 컨트롤러 (컨트롤러당 74181 2개)[19]
- TI-990—텍사스 인스트루먼트의 16비트 미니컴퓨터 시리즈.
- Honeywell option 1100—Honeywell H200/H2000 시리즈 메인프레임용 "과학 장치" 옵션.
- Datapoint 2200 버전 II[20] 및 후속 기기, Datapoint 5500, 6600, 및 1800/3800—인텔 8008의 아키텍처를 정의한 컴퓨터의 후속작.
- Cogar 시스템 4 / Singer 1501 / ICL 1501 인텔리전트 터미널[21]
- Varian Data Machines—V70 시리즈의 16비트 미니컴퓨터
- HP 2100 시리즈—시리즈 모델의 약 절반이 4개의 74181을 사용했다.

## 기타 사용
- Vectorbeam—시네마트로닉스가 스페이스 워즈, 스타호크, 워리어, 스타 캐슬 등 다양한 아케이드 게임에 사용한 플랫폼은 12비트 프로세서에 3개의 25LS181 칩을 사용한다.[22]

## 같이 보기
- 산술 논리 장치
- 마이크로시퀀서
- 7400-시리즈 집적 회로
- 7400-시리즈 집적 회로 목록